# Вузрон
Вузро́н (фр. Vouzeron) — коммуна во Франции, находится в регионе Центр. Департамент — Шер. Входит в состав кантона Вьерзон-2. Округ коммуны — Вьерзон.
Код INSEE коммуны — 18290.

## География
Коммуна расположена приблизительно в 180 км к югу от Парижа, в 75 км южнее Орлеана, в 24 км к северо-западу от Буржа.
По территории коммуны протекает река Баранжон.

## Население
Население коммуны на 2008 год составляло 561 человек.
| 1962 | 1968 | 1975 | 1982 | 1990 | 1999 | 2008 |
| ---- | ---- | ---- | ---- | ---- | ---- | ---- |
| 292  | 414  | 405  | 394  | 441  | 445  | 561  |

## Экономика
В 2007 году среди 392 человек в трудоспособном возрасте (15-64 лет) 250 были экономически активными, 142 — неактивными (показатель активности — 63,8 %, в 1999 году было 73,0 %). Из 250 активных работали 227 человек (126 мужчин и 101 женщина), безработных было 23 (7 мужчин и 16 женщин). Среди 142 неактивных 58 человек были учениками или студентами, 31 — пенсионерами, 53 были неактивными по другим причинам.

## Достопримечательности
- Замок Вузрон[фр.] (XIX век). Исторический памятник с 1995 года[3]

## Фотогалерея
- Церковь
- Интерьер церкви
- Библиотека
- Военный мемориал